# Alberht dell'Anglia orientale
Alberht o Alberht, Ethaelbert o AEthelberht (I) (fl. VIII secolo) sarebbe stato re dell'Anglia orientale dal 749 fino al 759 circa, condividendo il potere con Hun e Beorna in seguito alla suddivisione del regno avvenuta dopo la morte di Ælfwald.
Alberht governò intorno all'VIII secolo, condividendo il potere con Beorna e, con probabilità, con un sovrano di nome Hun nel 749. Il suo regno durò fino al 760 circa.

## Beorna: un testimone medioevale più che affidabile
Per diversi secoli l'esistenza di Alberht è stata testimoniata da un unico riferimento per l'anno 749 presente in una lista di sovrani, dove si afferma che Hunbeanna ed Alberht divisero fra loro il regno dell'Anglia orientale. Fino a trent'anni fa questo documento storico era unico e inverificabile, con l'eccezione di un'unica moneta attribuita a un sovrano chiamato Beonna e di due altre brevi menzioni dello stesso. Da allora sono state trovate più di cento monete di Beonna, molte delle quali in contesti archeologicamente sicuri, ed è oggi chiaro che un sovrano di nome Beonna o Beorna governò nell'Anglia orientale a quell'epoca. La particella 'Hun' presente nell'annale è stata quindi separata dal nome, essendo a un certo punto stata elisa con essa per un errore di scrittura.
Ciò ha portato alla conclusione che gli scarni riferimenti a Beonna o Beorna presenti nei testi medioevali derivano da una tradizione autentica, migliorando la conoscenza sulla situazione di divisione del regno per l'anno 749 e facendo assumere una consistenza più storica alla figura di Alberht. Ciò ha fatto nascere la domanda su chi siano i due o tre sovrani e sul perché di questa divisione del potere.

## Contesto storico: i nomi Beorna e Alberht
Re Ælfwald morì nel 749 dopo 36 anni di regno prospero sotto l'autorità di re Aethelbald di Mercia (716-757). Dalla Genealogiae regum Anglorum, probabilmente compilata per AElfwald, non si capisce se egli ebbe dei discendenti. Il nome Beorna non è tipico della dinastia angla dei Wuffing, ma è invece connesso con una potente famiglia della merciana. Tuttavia Alberht potrebbe essere visto come un nome dei Wuffing se si ipotizza a una forma contratta che sta per Aethelberht. È possibile che quando Ælfwald morì un erede dei (o della sua stessa famiglia o di un ramo cadetto) abbia garantito la continuità dinastica accettando una divisione del potere con un rappresentante della dinastia reale merciana.
L'anzianità di Beorna in questa disposizione è suggerita dalla preponderanza delle sue monete e dalla cooperazione di un esercito dell'Anglia orientale con la Mercia nella battaglia del Ponte di Burford contro Cuthred del Wessex nel 752 (vedi Enrico di Huntingdon). Beorna può anche essere collegato o anche identificato con Beornrad di Mercia, che regnò per alcuni mesi dopo l'assassinio di Aethelbald nel 757.

## Conclusioni
Sulla base delle diverse evidenze ormai è accertato che Alberht fu una figura storica reale, forse un erede di Aelfwald o della dinastia dei Wuffing. Alla morte di AElfwald nel 749 egli divise il regno con Beonna, forse un merciano. Il regno si trovò probabilmente coinvolto negli eventi del 757, quando Beornred regnò in Mercia, ma poi Offa prese il potere quando Beorna ancora regnava nell'East Anglia e l'indipendenza del primo andò rapidamente scemando.